# ناحیه ساکو، شینانو

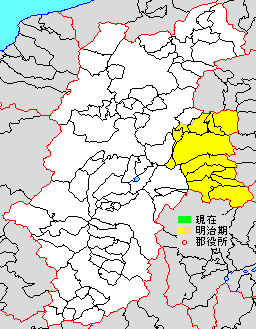

ناحیه ساکو، شینانو (به ژاپنی: 佐久郡, -gun)، یک گون (تقسیمات کشوری) (شهرستان‌های ژاپن) واقع در ولایت شینانو (اکنون استان ناگانو) بود.
اگرچه مربوط به منطقه فعلی زیر است، اما به عنوان یک تقسیم اداری مشخص نشده است.
تمام مناطق منطقه مینامیساکو، ناحیه کیتاساکو و شهر ساکو
بیشتر شهر کومورو (به استثنای شیگنو کو)
بخشی از شهر تومی (تقریباً در جنوب رودخانه چیکوما)